# Kamienica Grodzka w Koninie
Kamienica Grodzka w Koninie położona jest przy wschodniej pierzei placu Wolności. Zbudowano ją w I poł. XIX w. Pokryta jest pilastrami jońskimi i gankiem pokrytym gzymsem kordonowym. Pośrodku elewacji znajduje się parterowy portyk. W czasach zaboru rosyjskiego służyła jako więzienie (przebywał tu m.in. zakonnik, kapelan powstania styczniowego ksiądz Maksymialian Tarejwo). W czasach II Rzeczypospolitej znajdował się tam Hotel Polski. W 1984 roku na ścianie budowli wyryto tablicę odwołującą się do wydarzeń z powstania styczniowego.